# Almost Famous
Almost Famous is een Amerikaanse dramafilm uit 2000 geschreven door en onder de regie van Cameron Crowe. Het verhaal speelt af in de Californische stad San Diego in het jaar 1973, midden in de tijd van de rock-'n-roll. De 15-jarige journalist William Miller werkt voor Rolling Stone (eerst voor CREEM magazine) en moet een artikel schrijven over de nieuwe band Stillwater. Als journalist voor Rolling Stone magazine mag hij mee met de tournee die de band door Amerika maakt. De band reist eerst per tourneebus, en gaat later per vliegtuig verder. De film is semi-autobiografisch, omdat Crowe als tiener zelf ook artikelen schreef voor de Rolling Stone.

## Verhaal
Het is 1973. William Miller, een 15-jarige tiener, die trekjes van hoogbegaafdheid heeft schrijft stukjes voor lokale bladen. Op een dag brengt hij een bezoek aan het lokale radiostation waar rock-'n-roll critici Lester Bangs in een uitzending is. William is al sinds hij platen van zijn zus kreeg in 1968 gefascineerd door rock-'n-roll, en wil graag met Lester Bangs praten. Als de uitzending is afgelopen loopt Bangs naar buiten, en komt hij William tegen. Terwijl Bangs naar een lokaal restaurant in de buurt gaat loopt William met hem mee, en de twee raken aan de praat. Ze wisselen hun laatste gedachten over rock-'n-roll uit, en raken gaandeweg met elkaar bevriend. Lester Bangs is zo onder de indruk van de 15-jarige William dat hij hem de opdracht geeft om een stuk over Black Sabbath voor CREEM magazine gaat schrijven. William mag Lester bellen om advies, maar het stuk zelf moet hij wel helemaal alleen schrijven.
Wanneer Black Sabbath in San Diego optreedt wil William via de achteringang de band te spreken krijgen. Hij wordt echter niet toegelaten door de portier, ook niet als hij vertelt dat hij een journalist is voor CREEM magazine. Als een stel "groupies" het ook proberen, worden zij wel toegelaten. Even later arriveert de band Stillwater en maakt William een klein praatje met hen. De bandleden zien de jongen wel zitten, en laten hem naar binnen. Bij het concert loopt William tegen Penny Lane op, en raken de twee bevriend met elkaar. Penny is van plan om met de band Stillwater op tournee te gaan.
Als William 2 dagen later het interview bij CREEM magazine inlevert, zijn ze er razend enthousiast over zijn schrijven. Dit blijft ook niet onopgemerkt bij het blad Rolling Stone. Hij wordt vrijwel onmiddellijk gebeld door het blad, en mag een stuk gaan schrijven over de band Stillwater. Hij krijgt een perskaart, en mag met de Stillwater op tournee naar 4 grote Amerikaanse steden. Dit geeft William de ultieme kans om een kwalitatief goed interview te produceren. Zijn moeder is echter toch tegen, omdat hij midden in zijn examenperiode zit. Toch laat zij haar zoon gaan.
Bij het lokale concert van Stillwater komt hij "groupie" Penny Lane weer tegen. Ook Penny Lane gaat mee op tournee met de band.
De tournee wordt voor de band één groot feest, en William weet het vertrouwen van de band voor zich te winnen. De bandleden weten het echter té goed te vinden met vrouwelijke groupies, en misbruiken sommige groupies. Ook komt de band steeds meer voor hete vuren te staan, doordat er onenigheid is over wie nou de leiding in de band heeft. Op deze manier leert William tijdens deze ervaring het wereldje van seks, drugs en rock-'n-roll goed kennen.
In het vliegtuig terug naar San Diego raakt het vliegtuig in een grote storm. Het lijkt er even bijna op dat het vliegtuig gaat crashen. De bandleden biechten hun laatste geheimen op.
Terug in Californië moet William zich verantwoorden bij de redactie van Rolling Stone. Hij krijgt de kans om nog 1 avond langer aan zijn artikel te schrijven. Tot op heden was dat namelijk niet gelukt, omdat hij het te druk had met zijn avontuur met de band. Hij besluit het artikel te laten gaan over zijn avontuur. De volgende morgen als de redactie bij Rolling Stone dit leest, zijn zij zeer gelukkig met het artikel. De redactie besluit de band te bellen voor bevestiging van het verhaal, maar deze ontkennen in alle toonaarden. In het artikel wordt ook namelijk verwoord hoe de bandleden "gebruik" maakten van de vele "groupies". De bandleden komen er in het waargebeurde verhaal niet al te goed vanaf. Toch schrijft William ook lovende woorden over de bandleden, die hij tijdens de tournee beter is gaan kennen. Later vertelt een van de andere groupies aan Russel (de leadgitarist, die het verhaal had ontkend) hoeveel de band voor Wiliam betekende. Russel krijgt spijt en belt Rolling Stone om ze de waarheid te vertellen.

## Prijzen
Academy Awards, 2001
 Gewonnen - Best Writing, Screenplay Written Directly for the Screen (Beste scenario) - Cameron Crowe
Nominatie - Best Actress in a Supporting Role (Beste actrice in een ondersteunende rol) - Kate Hudson
Nominatie - Best Actress in a Supporting Role (Beste actrice in een ondersteunende rol) - Frances McDormand
Nominatie - Best Editing (Best bewerkt) - Joe Hutshing & Saar Klein

## Rolverdeling
| Acteur                 | Personage                 |
| ---------------------- | ------------------------- |
| Patrick Fugit          | William Miller            |
| Billy Crudup           | Russell Hammond           |
| Frances McDormand      | Elaine Miller             |
| Kate Hudson            | Penny Lane (lady goodman) |
| Jason Lee              | Jeff Bebe                 |
| Anna Paquin            | Polexia Aphrodisia        |
| Zooey Deschanel        | Anita Miller              |
| Michael Angarano       | Jongere William           |
| Fairuza Balk           | Sapphire                  |
| Noah Taylor            | Dick Roswell              |
| John Fedevich          | Ed Vallencourt            |
| Mark Kozelek           | Larry Fellows             |
| Philip Seymour Hoffman | Lester Bangs              |
| Liz Stauber            | Leslie                    |
| Jimmy Fallon           | Dennis Hope               |
| Jay Baruchel           | Vic Munoz                 |